# Guglielmo Minervini
Guglielmo Minervini (Molfetta, 22 gennaio 1961 – Bari, 2 agosto 2016) è stato un politico italiano, sindaco di Molfetta dal 1994 al 2001 e consigliere regionale della Puglia dal 2005 fino alla morte.

## Biografia
Collaboratore di don Tonino Bello dai primi anni del suo episcopato a Molfetta, proprio a Molfetta Minervini nel 1985 fondò la "Casa per la Pace", punto di riferimento per la lotta alla criminalità per molti giovani della città. È stato inoltre consigliere nazionale di Pax Christi Italia. Docente di informatica negli istituti superiori, ha fondato la casa editrice La Meridiana, della quale è stato direttore editoriale, e ha collaborato per quotidiani come il manifesto e la Repubblica.

### Sindaco di Molfetta
Cattolico progressista, nel 1994, diventò sindaco di Molfetta a capo di una coalizione di centrosinistra, il primo sindaco eletto direttamente dai cittadini. Nel 1998 fu riconfermato sindaco candidandosi con L'Ulivo. Nello stesso anno assieme ai sindaci del movimento Centocittà aderì a I Democratici, partito del quale fu coordinatore regionale sino alla confluenza ne La Margherita. Durante il mandato amministrativo, pose le condizioni per lo sviluppo della zona industriale di Molfetta.

### Consigliere e assessore regionale
Alle elezioni regionali del 2005 si candidò con la Margherita a sostegno di Nichi Vendola e con 7500 preferenze fu il candidato più votato della provincia di Bari.. Entrò così in consiglio regionale e venne nominato assessore alla trasparenza e alla cittadinanza attiva, con deleghe allo sport e alle politiche giovanili.
Nel 2007 aderì al Partito Democratico, con il quale si ricandidò alle elezioni regionali del 2010 e raccolse oltre 12000 preferenze: venne così riconfermato consigliere a sostegno di Vendola, che gli affidò le deleghe alla mobilità, ai trasporti e alla programmazione. Nei suoi dieci anni di assessorato è ricordato per il bando per il riuso sociale dei beni confiscati alla mafia, la riorganizzazione degli uffici regionali e soprattutto il programma Bollenti spiriti che ha promosso la formazione e l'avvio al lavoro per migliaia di ragazzi pugliesi.
Ammalatosi di cancro nel 2012, nel 2013 rese note le proprie condizioni di salute rilasciando un'intervista nella quale dichiarò che:
()
Nonostante i problemi di salute, non attenuò il proprio impegno politico, rivolgendo la sua attenzione soprattutto alla lotta contro il caporalato. Nel 2012 aveva fondato il laboratorio politico Open e nel 2014 si candidò alle primarie del centrosinistra per scegliere il candidato alla carica di presidente della regione per le elezioni regionali del 2015. Minervini raccolse l'11,4% dei voti, arrivando terzo dietro all'ex-sindaco di Bari Michele Emiliano, poi eletto governatore, e al senatore di Sinistra Ecologia Libertà Dario Stefano.
Lasciato il PD per divergenze nei confronti della linea politica adottata da Emiliano, alle elezioni regionali del 2015 si è ricandida come consigliere nella lista Noi a Sinistra per la Puglia a sostegno di Emiliano, sia pure su posizioni critiche. Rieletto, è diventato presidente del gruppo in consiglio regionale, mantenendo l'incarico fino alla morte per tumore, avvenuta il 2 agosto 2016 all'età di 55 anni.

## Pubblicazioni
- Mar comune: una città del Sud. la meridiana, 1997
- La politica generativa. Pratiche di comunità nel laboratorio Puglia. Carocci, 2016